# Thomas Dyke Acland Tellefsen

Thomas Dyke Acland Tellefsen

Thomas Dyke Acland Tellefsen (* 26. November 1823 in Trondheim; † 6. Oktober 1874 in Paris) war ein norwegischer Pianist und Komponist.

## Leben
Thomas Tellefsen wurde in Trondheim geboren, wo er bei seinem Vater, dem Organisten Johan Christian Tellefsen, und Ole Andreas Lindeman studierte. Nach 1842 reiste er nach Paris, wo er Schüler von Charlotte Thygson und Friedrich Kalkbrenner war. Zwischen 1844 und 1847 war er auch Schüler von Frédéric Chopin, dessen Freund er auch weiterhin blieb. Deshalb befindet sich eine originale Totenmaske Chopins im Ringve-Museum in Trondheim.

## Werke
- op. 1 Vier Mazurkas für Klavier, vor 1846 OCLC 497148246[Digitalisat 1]
- op. 2 Nocturne für Klavier, S. Richault, Paris, 1849 OCLC 497148353[Digitalisat 2]
- op. 3 Vier Mazurkas, S. Richault, Paris, um 1845 OCLC 497148275[Digitalisat 3]
- op. 4 Ave Maria für Sopran mit Orgel- oder Klavierbegleitung, S. Richault, Paris, um 1850 OCLC 497148080[Digitalisat 4]
- op. 5 Trois Valses brillantes für Klavier, S. Richault, Paris, 1852 OCLC 497148614
- op. 6 Tarantella für Klavier, S. Richault, Paris, 1853 OCLC 844456267
- op. 7 Elegie für Klavier, S. Richault, Paris, 1853 OCLC 844456151
- op. 8 Concerto für Klavier und Orchesterbegleitung, S. Richault, um 1855 OCLC 497148162
- op. 9 Huldredandsen, Norwegischer Nationaltanz, für Klavier OCLC 497148209
- op. 10 Adagio und Rondo für Klavier, S. Richault, Paris, 1855 OCLC 844456134
- op. 11 2e Nocturne für Klavier, S. Richault, Paris, um 1855 OCLC 497148374
- op. 12 Theme original et Fantasie für Klavier, S. Richault, Paris, um 1855 OCLC 497148554
- op. 13 Sonate für Klavier, S. Richault, Paris, um 1855 OCLC 497148476
- op. 14 Sechs Mazurkas, S. Richault, Paris, um 1855 OCLC 497148293
- op. 15 Concerto Nr. 2 für Klavier und Orchester, S. Richault, Paris, um 1855 OCLC 497148171
- op. 16 Feuilles d’Albumes, S. Richault, Paris, 1865 OCLC 844456158
- op. 17 3eme Nocturne für Klavier, S. Richault, 1855 OCLC 844456187
- op. 18 Grande Polonaise für Klavier, S. Richault, Paris, 1855 OCLC 844456256
- op. 19 Sonate für Violine und Klavier, S. Richault, 1856 OCLC 844456259
- op. 20 Allegretto für Klavier, S. Richault, Paris, 1856 OCLC 844456141
- op. 21 Sonate für Klavier und Violoncello, S. Richault, Paris, um 1860 OCLC 497148507
- op. 22 Toccata für Klavier, S. Richault, Paris, 1857 OCLC 497148569[Digitalisat 5]
- op. 23 La petite mendiante für Klavier, M. Schloss, Köln, um 1860 OCLC 497148438
- op. 24 Grande Mazurka für Klavier, M. Schloss, Köln, 1860 OCLC 497148303
- op. 25 Grande Etude
- op. 26 Bruraslaaten, Norwegischer Tanz für Klavier op. 26, um 1860 OCLC 497148118
- op. 27 Valse für Klavier, M. Schloss, Köln, um 1860 OCLC 497148630
- op. 28 Ballade für Klavier, S. Richault, Paris, um 1860 OCLC 497148100
- op. 29 Marche triomphale für Klavier, Richault, Paris, um 1860 OCLC 497148233
- op. 30
  - Nr. 1 5e Grande Valse für Klavier, Richault, Paris. um 1860 OCLC 497148648
  - Nr. 2 6e Grande Valse für Klavier, Richault, Paris. 1861 OCLC 844456280
- op. 31 Trio pour piano, violon et violoncelle, Richault, Paris, 1862 OCLC 844456271 Fassung für Klavier, Violine und Bass, S. Richault, um 1865 OCLC 497148598
- op. 32
  - Nr. 1 Berceuse für Klaviertrio, S. Richault, Paris, 1862 OCLC 844456146
  - Nr. 2 Joyeux Refrain für Klaviertrio, S. Richault, Paris, 1863 OCLC 844456167
- op. 33 Mazurka für Klavier, S. Richault, Paris, um 1865 OCLC 497148319
- op. 34 Au travers d’un Songe für Klavier OCLC 497148067
- op. 35 Air de Ballet für Violoncello mit Klavierbegleitung, S. Richault, Paris, um 1865 OCLC 844456137
- op. 36 Capriccio appassionato für Klavier, S. Richault, Paris, 1868 OCLC 844456149
- op. 37 Sonate für Klavier und Violine oder Violoncello, P. Richault, Paris, 1872 OCLC 844456260
- op. 38 Impromptu für Klavier, S. Richault, Paris, 1872 OCLC 844456164
- op. 39 4eme Nocturne für Klavier, S. Richault, Paris, 1872 OCLC 844456192
- op. 40 Walhallafesten, dritter norwegischer Tanz für Klavier, S.Richault, Paris, um 1870 OCLC 497148686
- op. 41 Sonate für zwei Klaviere, Imp. Thierry, Paris, 1872 OCLC 844456258
- op. 42 Melodies écossaises arr. pour Piano, S. Richault, Paris, um 1870 OCLC 497148338
- op. 43 Exercises en sixtes für Klavier, S. Richault, um 1870 OCLC 497148338
- op. 44 Pavane de la Reine Elixabeth für Klavier, S. Richault, Paris, 1882 OCLC 844456257

## Diskographie
- Thomas D.A. Tellefsen The Piano Concertos, Einar Steen-Nøkleberg (Piano), Trondheim Symphony Orchestra, T.Mikkelsen,Simax 2005

- Thomas D.A. Tellefsen Complete piano works, Małgorzata Jaworska, Joanna Ławrynowicz, Krystyna Makowska (Piano), Acte Préalable 2000-2006

## Digitalisate
1. ↑  Vier Mazurkas als Digitalisat bei IMSLP
2. ↑  Nocturne als Digitalisat beim IMSLP
3. ↑  Vier Mazurkas als Digitalisat beim IMSLP
4. ↑  Ave Maria als Digitalisat beim IMSLP
5. ↑  Toccata als Digitalisat im Münchener Digitalisierungszentrum der Bayerischen Staatsbibliothek

| Personendaten    | Personendaten                      |
| ---------------- | ---------------------------------- |
| NAME             | Tellefsen, Thomas Dyke Acland      |
| ALTERNATIVNAMEN  | Tellefsen, Thomas                  |
| KURZBESCHREIBUNG | norwegischer Pianist und Komponist |
| GEBURTSDATUM     | 26. November 1823                  |
| GEBURTSORT       | Trondheim                          |
| STERBEDATUM      | 6. Oktober 1874                    |
| STERBEORT        | Paris                              |